# Eroten

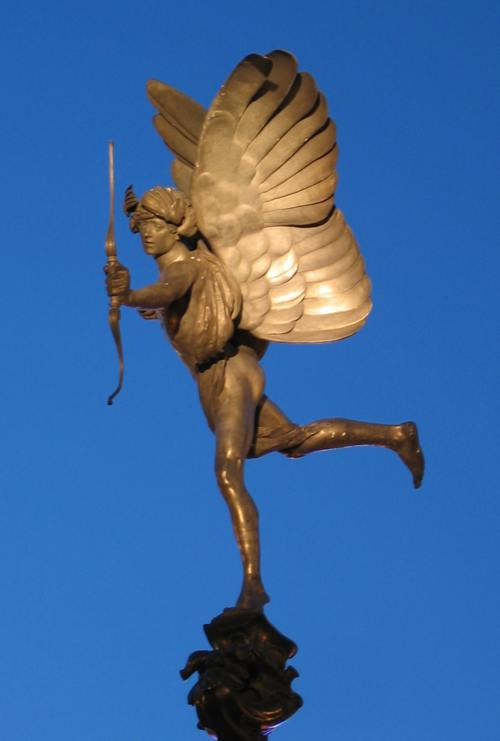
Anteros, een van de bekendste Eroten. Dit beeldje wordt vaak ook Eros genoemd

De Eroten zijn een groep van gevleugelde goden en halfgoden uit de Griekse en Romeinse mythologie, die doorgaans worden geassocieerd met liefde en seks. De Eroten komen regelmatig voor in klassieke kunst, waarin ze de verschillende aspecten van de liefde symboliseren (zoals onbeantwoorde liefde, wederzijdse liefde en verlangen). Ze worden meestal afgebeeld als naakte, gevleugelde jongemannen.
De bekendste vier Eroten zijn de kinderen van Ares en Aphrodite: Eros, Anteros, Himeros en Pothos. In sommige werken worden de Eroten ook gezien als verschillende manifestaties van een en dezelfde god: Eros. Cupido of Amor uit de Romeinse mythologie komt overeen met Eros.
Verhalen over de Eroten, met name hun streken, waren populair in de Hellenistische cultuur uit de 2e eeuw voor Christus.